# Markus Halsti
Markus Halsti (Helsínquia, 19 de março de 1984) é um futebolista finlandês que já atuou no FC Viikingit em 2007, no HJK, GAIS,Malmö FF, e na Seleção Finlandesa de Futebol, começando no sub-21.